# Львовский государственный университет безопасности жизнедеятельности
Львовский государственный университет безопасности жизнедеятельности (укр. Львівський державний університет безпеки життєдіяльності) — высшее учебное заведение Украины, которое осуществляет подготовку специалистов для подразделений МЧС, других министерств, ведомств и служб, частных организаций, которые будут заниматься вопросами безопасности во всех её сферах. ЛГУБЖД первое учебное заведение Украины, которое стало членом European Fire Service College’s Association (EFSCA).

## История
Первоначально построенное как Дом инвалидов, построено в 1855—1863 архитектором Теофилом Хансеном по распоряжению австрийского императора Франца Иосифа, было торжественно открыто 4 октября 1863 года. Сооружение предназначалось для содержания и приюта 500 инвалидов.
В 1939—1941 годах в здании размещался полк НКВД. Во время второй мировой войны здание не было повреждено и 10 августа 1944 года в нём снова разместилась военная часть. По решению Министерства внутренних дел СССР в мае 1954 года здесь было размещено Киевское пожарно-техническое училище, переименованное позже во Львовское пожарно-техническое училище МВД СССР.
Распоряжением Кабинета Министров Украины от 21 июня 2001 года Львовское пожарно-технического училища МВД Украины было реорганизовано во Львовский институт пожарной безопасности МВД Украины. Согласно Указу Президента Украины от 27 января 2003 года институт перешел в подчинение МЧС Украины.
29 марта 2006 года распоряжением Кабинета Министров Украины Львовский институт пожарной безопасности МЧС Украины реорганизован во Львовский государственный университет безопасности жизнедеятельности.
Направления подготовки:
- информационная и транспортная безопасность
- пожарная и техногенная безопасность
- экология и охрана окружающей среды
- охрана труда и т. д.

Университет является членом ассоциации высших учебных заведений Европейского Союза, работающих в области безопасности человека — European Fire Service Colleges Association (EFSCA), что позволяет глубже использовать опыт стран-членов ЕС по вопросам обеспечения безопасности человека, координации совместных действий между спасательными службами Украины и Европейских государств во время масштабных чрезвычайных ситуаций, разрабатывать общие стандарты и концепции по вопросам обеспечения безопасности, использовать научные наработки, опыт подготовки специалистов.

## Структура университета

### Институт пожарной и техногенной безопасности
Подготовка по специальностям:
- пожарная безопасность
- пожаротушение и аварийно-спасательные работы

### Институт гражданской защиты
- гражданская защита
- охрана труда
- управление информационной безопасностью
- транспортные технологии
- практическая психология
- экология, охрана окружающей среды и сбалансированное природопользование
- практическая психология
- экология и охрана окружающей среды
- административный менеджмент в сфере защиты информации
- организация перевозок и управление на транспорте
- организация и регулирование дорожного движения
- управление проектами

Форма обучения:	дневная и заочная. Квалификационные уровни: бакалавр, специалист, магистр

## Награды
Львовский государственный университет безопасности жизнедеятельности МЧС Украины признан лучшим учебным заведением МЧС Украины. В консолидированном рейтинге вузов Украины, опубликованном на сайте «Образование» (декабрь 2011 г.), на звание лучшего номинировались 276 высших учебных заведений III—IV уровней аккредитации.

## Ссылка
- Львовский государственный университет безопасности жизнедеятельности